# Pycnopsyche limbata
Pycnopsyche limbata là một loài Trichoptera trong họ Limnephilidae. Chúng phân bố ở miền Tân bắc.